# Norv Turner
Pour les articles homonymes, voir Turner.
Norval Eugene Turner (né le 17 mai 1952 à Camp Lejeune, en Caroline du Nord, aux États-Unis, est un entraîneur de football américain. 
Il a été entraîneur principal pour les Redskins de Washington, les Raiders d'Oakland et les Chargers de San Diego, et coordinateur offensif pour les Cowboys de Dallas, les Chargers, les Dolphins de Miami, les 49ers de San Francisco, les Browns de Cleveland, les Vikings du Minnesota et les Panthers de la Caroline.
Il est le frère de Ron Turner, qui est également entraîneur et qui a notamment officié auprès de l'université de l'Illinois. 

## Biographie

### Jeunesse
Turner étudie à l'Alhambra High School à Martinez, en Californie. Il y est étudiant et y joue au football américain, basket-ball et baseball. Il est diplômé d'Alhambra en 1971 et étudie ensuite à l'université d'Oregon où il continue de jouer du football américain. 

### Carrière d'entraîneur
Après avoir servi d'entraîneur assistant à Oregon, Turner est entraîneur assistant pour les USC Trojans de 1976 à 1984. De 1985 à 1990, il est assistant avec les Rams de Los Angeles. En janvier 2008, selon le Magazine de San Diego, il est désigné comme l'une des 50 personnes à suivre en 2008[réf. nécessaire].

#### Cowboys de Dallas
Turner devient coordinateur offensif pour les Cowboys de Dallas en 1991. Il fait partie du staff de Jimmy Johnson. Avec Dallas, Turner remporte le Super Bowl en 1992 et 1993.

#### Redskins de Washington
En 1994, après le succès avec les Cowbows, Turner est embauché comme entraîneur principal par les Redskins de Washington. Il reste sept saisons avec les Redskins, jusqu'à ce qu'il soit remercié le 4 décembre 2000. Pendant son ère aux Redskins, il a remporté 49 victoires, perdu 49 rencontres et fait 1 match nul.

#### Coordinateur offensif des Chargers et des Dolphins
Il devient coordinateur offensif des Chargers de San Diego en 2001 et des Dolphins de Miami en 2002 et 2003. 

#### Raiders d'Oakland
Quand les Raiders d'Oakland vire leur entraîneur principal Bill Callahan (en) à la fin de la saison 2003, le propriétaire de la franchise Al Davis embauche Norv Tuner pour le remplacer. À la tête des Raiders, Turner finir la saison 2004 avec un bilan de 5 victoires pour 11 défaites et la saison 2005 avec un bilan de 4 victoires pour 13 défaites. Il est viré le 3 janvier 2006.

#### 49ers de San Francisco
Le 17 janvier 2006, deux semaines après avoir été débauché, il retrouve un emploi en tant que coordinateur offensif pour les 49ers de San Francisco dont l'entraîneur principal, Mike Nolan, est son ancien coordinateur défensif entre 1997 et 1999 lors de sa période avec les Redskins de Washington. 

#### Chargers de San Diego
Le 19 février 2007, Turner est embauché pour s'occuper des Chargers de San Diego. Il est viré à la fin de la saison 2012 après avoir manqué les séries éliminatoires pour la troisième année consécutive.